# Campagnol des hauteurs
Microtus gregalis
Espèce
Statut de conservation UICN

 LC  : Préoccupation mineure
Le Campagnol des hauteurs (Microtus gregalis) est une espèce de rongeurs de la famille des Cricétidés.

## Répartition et habitat
On le trouve en Russie, au Kirghizistan, en Mongolie et en Chine. Il vit dans la toundra, les steppes de plaine et de montagne, ainsi que dans les prairies.